# دبیر شورای نگهبان
دبیر شورای نگهبان عالی‌ترین مقام در شورای نگهبان است. وی با رأی مستقیم اعضای شورای نگهبان برای یک دوره یک‌ساله انتخاب می‌شود و با توجه به آئین‌نامه داخلی شورای نگهبان تکرار دوره دبیری شورای نگهبان منع قانونی ندارد.
دبیر شورای نگهبان همچنین رئیس هیئت‌رئیسه شورای نگهبان نیز هست. دبیر شورای نگهبان وظیفهٔ ادارهٔ شورا را بر عهده دارد و در صورت حضور نداشتن وی در جلسه، قائم‌مقام دبیر، عهده‌دار این سمت خواهند بود.

## فهرست
| ر | نام           | نام                                | نگاره                         | آغاز تصدی   | پایان تصدی | دوره          | م.    |
| - | ------------- | ---------------------------------- | ----------------------------- | ----------- | ---------- | ------------- | ----- |
| – |               | محمدرضا مهدوی کنی (۱۳۹۳–۱۳۱۰)      |                               | تیر ۱۳۵۹    | آذر ۱۳۵۹   | ۱ (۱۳۶۵–۱۳۵۹) |       |
| ۱ |               | لطف‌الله صافی گلپایگانی (۱۴۰۰–۱۲۹۷) |                               | آذر ۱۳۵۹    | ۴ تیر ۱۳۶۷ | ۱ (۱۳۶۵–۱۳۵۹) |       |
| ۱ | ۲ (۱۳۷۱–۱۳۶۵) | لطف‌الله صافی گلپایگانی (۱۴۰۰–۱۲۹۷) | [ ۱ ]                         | آذر ۱۳۵۹    | ۴ تیر ۱۳۶۷ |               |       |
| ۲ | ۲ (۱۳۷۱–۱۳۶۵) |                                    | محمد محمدی گیلانی (۱۳۹۳–۱۳۰۷) |             | ۸ تیر ۱۳۶۷ | ۲۸ تیر ۱۳۷۱   | [ ۲ ] |
| ۳ |               | احمد جنتی (زادهٔ ۱۳۰۵)              |                               | ۲۸ تیر ۱۳۷۱ | متصدی      | ۳ (۱۳۷۷–۱۳۷۱) | [ ۳ ] |
| ۳ | ۴ (۱۳۸۳–۱۳۷۷) | احمد جنتی (زادهٔ ۱۳۰۵)              |                               | ۲۸ تیر ۱۳۷۱ | متصدی      |               |       |
| ۳ | ۵ (۱۳۸۹–۱۳۸۳) | احمد جنتی (زادهٔ ۱۳۰۵)              |                               | ۲۸ تیر ۱۳۷۱ | متصدی      |               |       |
| ۳ | ۶ (۱۳۹۵–۱۳۸۹) | احمد جنتی (زادهٔ ۱۳۰۵)              |                               | ۲۸ تیر ۱۳۷۱ | متصدی      |               |       |
| ۳ | ۷ (۱۴۰۱–۱۳۹۵) | احمد جنتی (زادهٔ ۱۳۰۵)              |                               | ۲۸ تیر ۱۳۷۱ | متصدی      |               |       |
| ۳ | ۸ (۱۴۰۷–۱۴۰۱) | احمد جنتی (زادهٔ ۱۳۰۵)              |                               | ۲۸ تیر ۱۳۷۱ | متصدی      |               |       |